# Chevalier Jackson

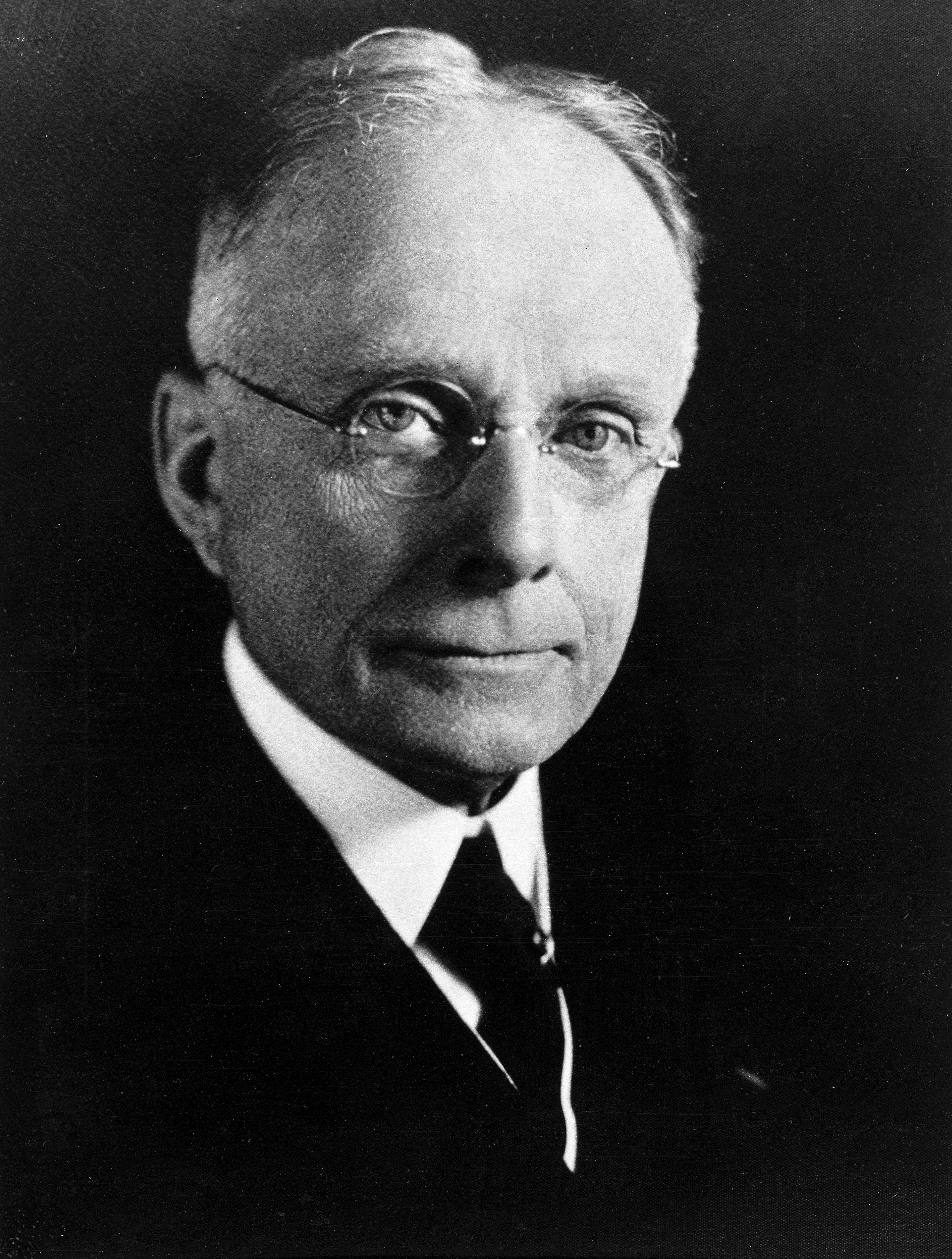
Chevalier Jackson

Chevalier Quixote Jackson (4 de novembro de 1865 – 16 de agosto de 1958) foi um médico norte-americano, pioneiro na área da otorrinolaringologia. É por vezes referido como o "pai da endoscopia", embora Philipp Bozzini (1773–1809) também seja considerado como tal. Chevalier Q. Jackson extraiu mais de 2000 corpos estranhos engolidos pelos seus pacientes. A coleção desses itens faz parte do acervo do Museu Mütter em Filadélfia.

## Biografia
Jackson nasceu em Pittsburgh, Pensilvânia. Frequentou a Western University of Pennsylvania (hoje Universidade de Pittsburgh) de 1879 a 1883, e concluiu o curso de medicina no Jefferson Medical College em Filadélfia. Estudou laringologia na Inglaterra.
O seu trabalho e investigação permitiram reduzir os riscos associados a uma traqueotomia. Desenvolveu as bases da moderna ciência da endoscopia das vias aéreas superiores e esófago, com tubos ocos com iluminação (esofagoscópios ed broncoscópios). Desenvolveu métodos para remover corpos estranhos do esófago em segurança — um grande avanço para algo que era até então uma quase certa sentença de morte, dada a alta mortalidade das operações no século XIX.
Jackson prommoveu a inclusão de indicações sobre substâncias venenosas ou corrosivas em produtos comerciais para prevenir acidentes com a sua ingestão. Foi professor em seis escolas, autor de numerosas monografias e artigos científicos.